# 레스터 윌슨
레스터 윌슨(Lester Wilson, 1942년 4월 13일 ~ 1993년 2월 14일)은 미국의 안무가, 배우, 텔레비전 배우이다. 뉴욕에서 태어났으며 로스앤젤레스에서 사망하였다. 사인은 심근 경색이다.

## 영화
- 스크루지 (1988년) - 안무가 역
- 할렘가의 아이들 (1984년)
- 토요일 밤의 열기 (1977년)
- 애덤이라 불리는 남자 (1966년)